# Falloplastica

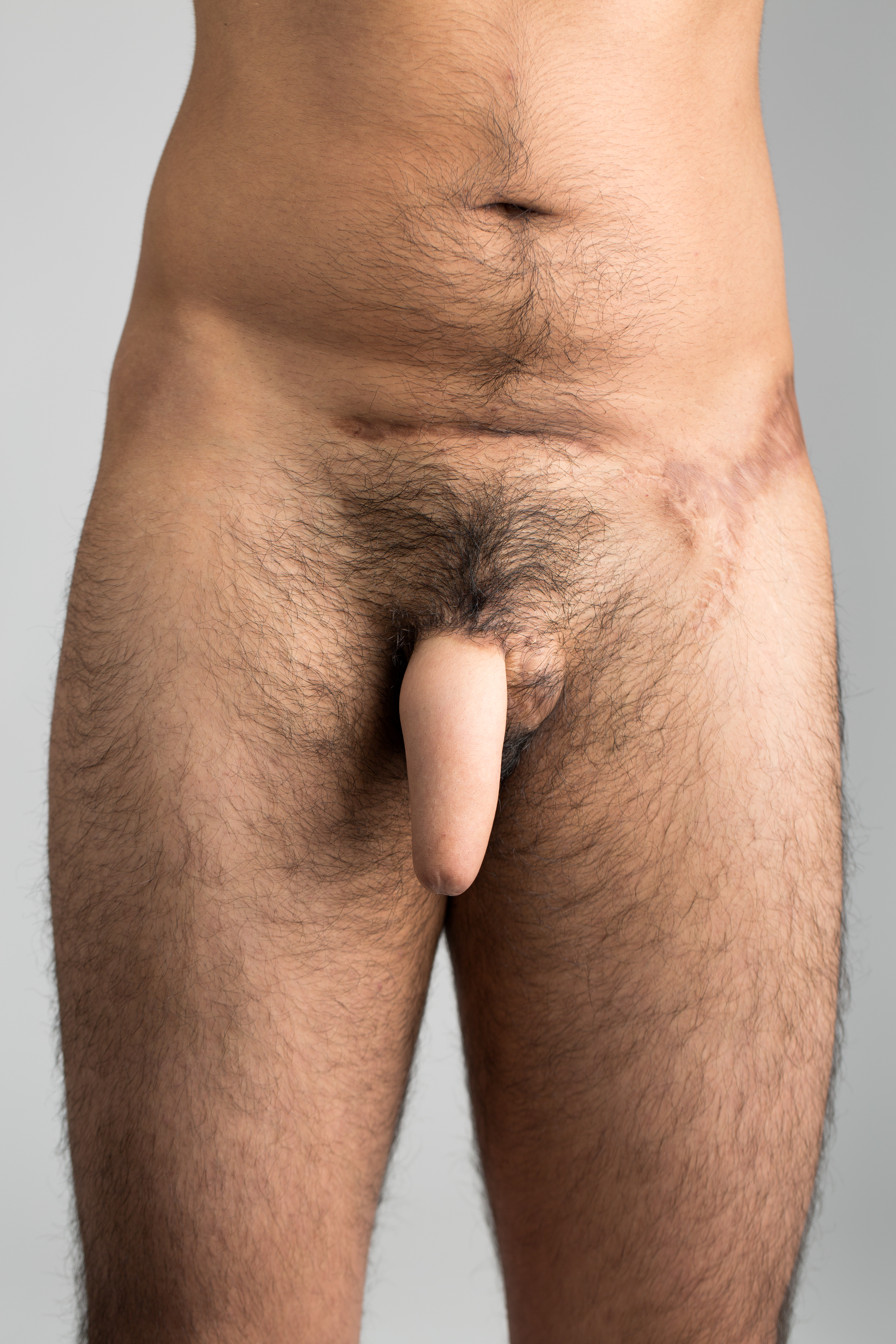
Neofallo in un uomo FtM

La falloplastica è un'operazione chirurgica di costruzione o modifica del pene.

## Costruzione
La completa ricostruzione è un'operazione chirurgica complessa utilizzata da uomini nei casi in cui a seguito di una malattia o un incidente hanno perso il pene.
Esistono diverse tecniche per eseguire una falloplastica ricostruttiva. Sono operazioni molto complesse (8-10 ore) con risultati non sempre soddisfacenti per cui sono ancora poche le persone che decidono di sottoporvisi. 
Per gli uomini transessuali o transgender esiste anche un'operazione alternativa chiamata metoidioplastica.

## Modifica
Con falloplastica si indica anche operazione di modifica solitamente volta al ridimensionamento del pene, spesso consistente in allungamento od allargamento (soprattutto in casi di micropenia). Il risultato ottenuto non è peraltro un vero e proprio allungamento, si recide infatti il legamento che connette il pene all'osso pubico, in modo tale che il pene appaia più lungo di quello che è in realtà.